# Sureau
Sambucus
Pour les articles homonymes, voir Sureau (homonymie).
Genre
Classification APG III (2009)
Le sureau , arbustes et plantes herbacées du genre Sambucus, appartenaient à la famille des Caprifoliacées. Les travaux récents en systématique situent maintenant ce genre dans les Adoxacées. Le sureau est une plante nitrophile : sa présence indique donc un sol riche en azote. Les sureaux ligneux sont des arbustes à fleurs blanches ou de couleur crème qui se transforment ensuite en petits bouquets de baies rouges, bleues ou noires. Ces fruits sont appréciés des oiseaux, et ces derniers participent à la dispersion des graines (capables de résister à la digestion des oiseaux) par ornithochorie.

## Étymologie
Le nom vernaculaire du sureau procède de l'ancien français seu, puis seür peut-être par influence de sur « acide ». Il est dérivé au moyen du suffixe -eau, qui donne davantage de corps au monosyllabique.
Il procède du latin sabucus, variante de sambucus qui désigne en latin le « sureau noir », Sambucus nigra. Ce nom latin est sans étymologie connue, à moins d'y voir le grec ancien σαμβύκη sambúkē, qui désignait chez les Grecs une flûte ou une harpe, les tiges creuses du sureau permettant de faire de la musique . Les jeunes et longs rameaux sont en effet remplis d'une moelle tendre qui est utilisée depuis des siècles comme chewing-gum naturel sans goût. Une fois évidés, ces rameaux servent à fabriquer des « tuyaux végétaux », petits instruments de musique verte (sifflet, flûte, mirliton…) ou accessoires (sarbacane pour lancer des pois, petit pétard plus ou moins bruyant, soufflet à bouche, hôtel à insectes…). Il est également utilisé pour fabriquer des flûtes en Slovaquie, la fujara et la koncovka traditionnellement utilisée par les bergers. Le sureau noir peut vivre de 50 à 100 ans.
Sambucus est aussi l'origine du nom de la sambuca, une liqueur italienne.

## Différentes espèces

### Espèces européennes
Il existe en Europe trois espèces de sureaux :
- Sambucus nigra, le sureau noir, l'espèce la plus répandue en Europe dont les baies noires sont comestibles ;
- Sambucus racemosa subsp. racemosa, sous-espèce eurasienne de Sambucus racemosa, appelé aussi sureau rouge, sureau des montagnes ou sureau à grappes aux baies rouges toxiques lorsque crues ;
- Sambucus ebulus, le sureau hièble, un sureau herbacé rhizomateux retrouvé dans les régions les plus froides de l'Europe de l'ouest et dont les baies noires sont toxiques.

Le sureau noir est un arbuste de 2 à 5 m de haut. Les baies comestibles du sureau noir se présentent sous la forme de parapluies suspendus (corymbes à port tombant). Leur goût s'apparente à celui de la mûre et du raisin. Le sureau rouge est un arbuste de 1 à 4 m. Ses baies rouge corail, vomitives lorsqu'elles sont crues, sont rassemblées sur des grappes allongées dressées. L'appareil végétatif (en l'absence de fleurs ou de fruits) ressemble fortement à celui du Sureau noir, le critère différentiel est alors la couleur de la moelle (les rameaux de S. niger, cassants, sont pleins d'une moelle blanche ; moelle orangé à brun pour S. racemosa). Le sureau hièble est une herbacée d'1 m de haut qui disparaît en hiver. Les baies toxiques du sureau hièble, situées au sommet des bouquets de feuilles, sont groupées en calices (corymbes à port dressé).
| Comparatif entre sureaux | Comparatif entre sureaux                                                          | Comparatif entre sureaux | Comparatif entre sureaux | Comparatif entre sureaux                 | Comparatif entre sureaux | Comparatif entre sureaux                                    |
| Nom courant              | Plante                                                                            | Floraison                | Anthères                 | Fruits                                   | Image                    | Observations                                                |
| ------------------------ | --------------------------------------------------------------------------------- | ------------------------ | ------------------------ | ---------------------------------------- | ------------------------ | ----------------------------------------------------------- |
| Sureau hièble            | Plante herbacée ne dépassant pas 2 m de haut (disparaît en hiver)                 | de juillet à août        | Étamines un peu rosées   | Corymbe à port dressé (fruits dressés)   |                          | Folioles peuvent être elles-mêmes composées - Toxique       |
| Sureau rouge             | Arbuste à feuilles caduques composées ne dépassant pas 4 m (moelle orangé à brun) | en avril-mai             | Étamines jaunes          | Cyme multipare                           |                          | Fruits (à maturité et cuits) comestibles - Graines toxiques |
| Sureau noir              | Arbrisseau qui fait du bois et peut mesurer jusqu'à 7 m (moelle blanche)          | en mai-juin              | Étamines plutôt jaunes   | Corymbe à port tombant (fruits pendants) |                          | Fleurs et fruits (à maturité et cuits) comestibles          |

### Espèces nord-américaines
En Amérique du Nord, on trouve :
- Sambucus canadensis, le sureau du Canada, aux baies bleues, à l'est ;
- Sambucus cerulea (= Sambucus glauca), le sureau glauque, aussi avec des baies bleues, à l'ouest ;
- Sambucus racemosa subsp. pubens (= Sambucus callicarpa), sous-espèce nord-américaine de Sambucus racemosa, aux baies rouges, se trouve dans les parties les plus froides de l'Amérique du Nord ;
- Sambucus mexicana.

### Espèces asiatiques
- Sambucus hookeri, sureau à feuilles persistantes.

## Écologie
Le sureau est associé aux milieux plutôt eutrophes.
Il est attirant pour un grand nombre d'insectes et d'animaux, qui se nourrissent de ses feuilles, fleurs, pollens, fruits, bois et bois mort.
Il est notamment la plante-hôte des chenilles des papillons suivants :
- La Tordeuse du sorbier (Choristoneura hebenstreitella), polyphage[12]
- La Tordeuse du prunier (Udea prunalis), polyphage[12]
- La Phalène du prunier (Angerona prunaria), polyphage[12]
- La Tordeuse de l'olivier (Udea olivalis), polyphage[12]
- La Pyrale du sureau (Phlyctaenia coronata), monophage[12]
- Le Petit paon de nuit (Saturnia pavonia), polyphage[12]
- La Phalène du sureau (Ourapteryx sambucaria), polyphage[12]
- L’Eupithécie couronnée (Chloroclystis v-ata), polyphage[12]
- L’Eupithécie triponctuée (Eupithecia tripunctaria)[12]
- Le Cul brun (Euproctis chrysorrhoea), polyphage[12]
- Apeira syringaria[12]
- Le Drap d'or (Gortyna flavago)[12]
- La Noctuelle de la persicaire (Melanchra persicariae)

Il est également la plante-hôte de plusieurs insectes suceurs, dont:
- le Puceron noir du sureau (Aphis sambuci)[12] et
- la Capside des pousses (Lygocoris pabulinus)[12].

Certaines espèces de coléoptères sont également associés au sureau. C'est le cas de :
- Pogonocherus hispidulus (Piller & Mitterpacher)[12] ;
- Niphona picticornis Mulsant, 1839[12] ;
- Prionus coriarius Müller, 1764[12] ;
- Parmena balteus L. 1767[12] et de
- Xyleborus dispar[12].

De même, certains hyménoptères y sont associés, notamment :
- Macrophya alboannulata[12] ;
- Macrophya albicincta[12] ;
- Macrophya ribis[12] et
- Macrophya crassula[12].

Certains thysanoptères sont aussi associés au sureau. C'est le cas de :
- Aeolothrips melaleucus Haliday 1852[12]
- Thrips sambuci Heeger 1854, dit Thrips du sureau ;
- Thrips major Uzel 1895[12] ;
- Taeniothrips atratus Haliday 1836[12] et
- Taeniothrips vulgatissimus Haliday[12].

Le sureau est aussi l'hôte de prédilection de l'oreille de Judas (Auricularia auricula-judae).

## Utilisation

### Dans l'alimentation

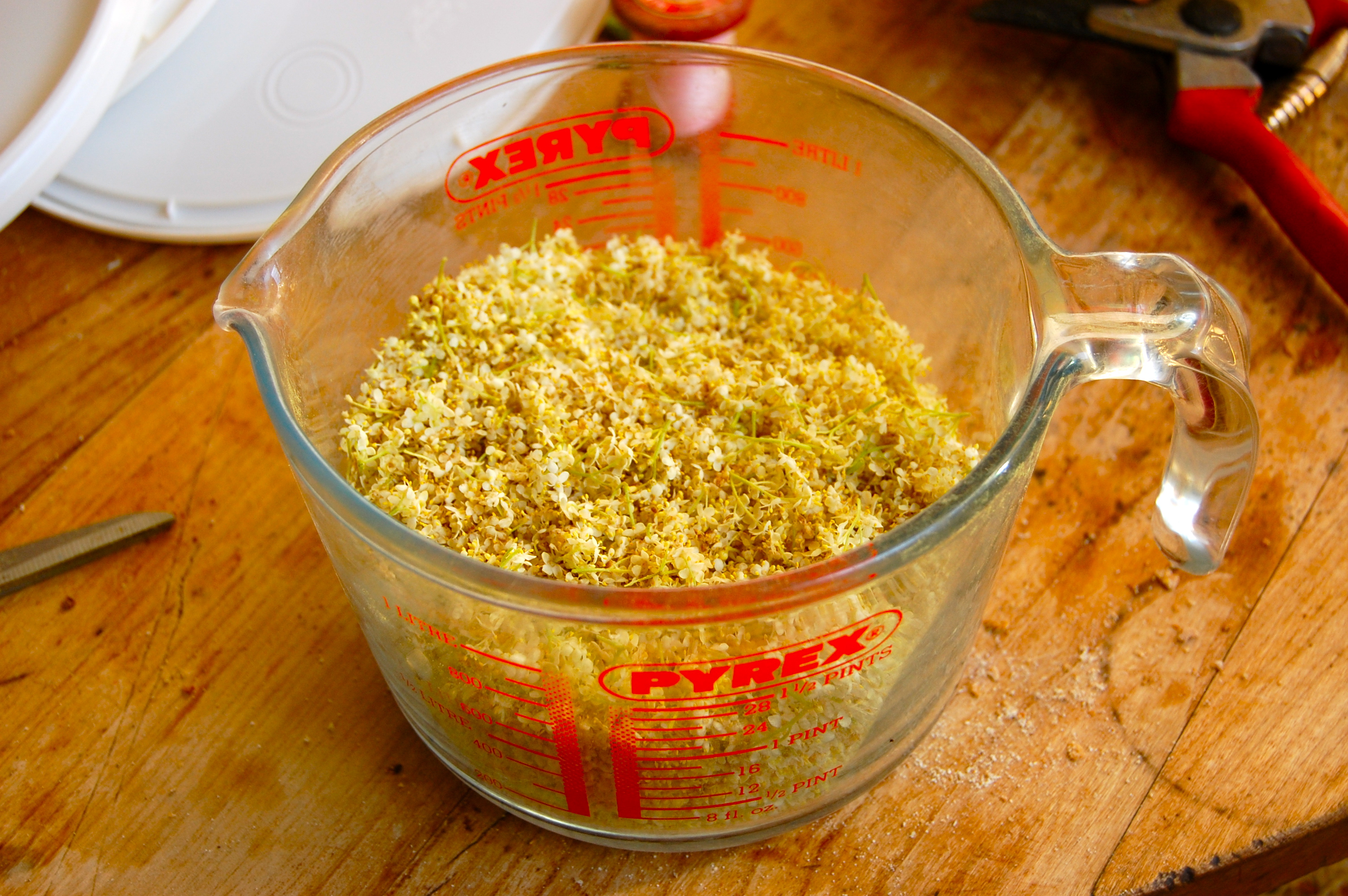
Fleurs de sureau pour la préparation d'un sirop ou d'une limonade.

#### Sous forme de fruits
La consommation des baies crues n'est pas conseillée, car elles sont légèrement toxiques et peuvent provoquer des vomissements surtout quand elles sont immatures.
La toxicité est détruite pour certaines lors de la cuisson, par exemple pour la préparation de la confiture de sureau.
En revanche, les fruits du sureau noir comme les fleurs peuvent être transformés en vin de sureau qui est une boisson traditionnelle dans les pays nordiques, ou en sirop (sirop de sureau, gelée de sureau, limonade, ou en kéfir de sureau).
- Le jus de sureau est préparé avec des baies et des fleurs de sureau[14].

- Le sirop de sureau s'obtient par cuisson des baies avec addition de sucre. Il se consomme allongé d'eau, de limonade ou de lait. Il est possible de fabriquer des mélanges avec d'autres fruits : groseilles, poires, pommes, quetsches[15].

Les fruits macérés dans l'alcool peuvent être distillés pour produire de l’eau-de-vie.
Les fruits du sureau entrent, en France, dans la composition du sirop de grenadine ou du nectar de goyave.

#### Sous forme de fleurs
Elles peuvent être utilisées fraîches, séchées, ou conservées pendant jusqu'à 6 mois en les mixant avec du sucre.
On peut faire du sirop de sureau.
Il y a plusieurs recettes : la première dite à froid consiste à faire macérer les fleurs dans de l'eau pendant 24h. (Prévoir un peu d'eau en plus pour contrer l'évaporation.) Puis filtrer l'eau avec un chinois. Transformer l'eau en sirop en ajoutant du sucre blanc fin dans un récipient et en le mettant sur le feu. Laisser reposer le sirop et embouteiller.
La deuxième, elle, dite à chaud, inverse les étapes. Faire du sirop (sucre fondu avec de l'eau et du sucre) puis lorsque le sirop chaud et prêt à l'emploi ; couper le feu, verser les fleurs, mélanger, laisser reposer 24h, filtrer la mixture, embouteiller. En bouteille le sirop se garde jusqu'à 1 an tant qu'il est fermé et 2 semaines ouvert. Le sirop peut être ajouté à du vin blanc, du vin pétillant, du cidre, voire de la bière. Il peut également être ajouté à la vinaigrette ou aux salades de fruit.
On peut faire du « vinaigre de sureau » en laissant macérer au soleil des fleurs de sureau dans du vinaigre de vin.
Les fleurs sont également utilisées pour fabriquer une limonade, le champagne de sureau ou encore la socată en Roumanie.
On en fait aussi une liqueur qui remplace notamment la liqueur de mélisse dans la fabrication du cocktail Hugo. Cette liqueur sert également à aromatiser la sambuca, une liqueur à base d'anis.
Une recette analogue à celle des beignets d'acacia peut être reprise pour faire des beignets de fleurs de sureau.
Enfin, on peut utiliser les fleurs séchées pour faire de la tisane.

### En jardinage
Le purin de sureau (1 kg de feuilles macérées dans 10 l d'eau mis à fermenter quelques jours) a de nombreuses vertus qui en font un grand allié du jardinier :
- Répulsif contre les punaises, pucerons, chenilles et cochenilles, ce qui lui vaut le nom d'herbe à punaises, et contre les mammifères (comme les mulots, campagnols, les taupes)[20].
- Antifongique grâce à un alcaloïde, la sambucine qu'il contient. Les fleurs de sureau noir, placées par couches alternées avec des pommes, en boîtes hermétiquement closes, assurent la conservation de ces fruits et leur donnent, en outre, le goût de l'ananas[21].
- Antigerminatif en alternant couches de fleurs séchées et couches de pommes de terre.

Le sureau noir est parmi les arbres les plus visités par la faune. Son feuillage dense et les nombreuses fourches qu’offrent ses branches en font un lieu de choix pour les oiseaux nicheurs. Les abeilles sauvages et les guêpes profitent aisément de ses rameaux creux.
Les fleurs attirent, en outre, quantité de butineurs : abeilles, papillons… et les baies font le régal des fauvettes des jardins, des merles noirs, des grives, des rouges-gorges et autres passereaux…
Les feuilles de sureau accélèrent la décomposition du compost.

### Pour les vertus thérapeutiques

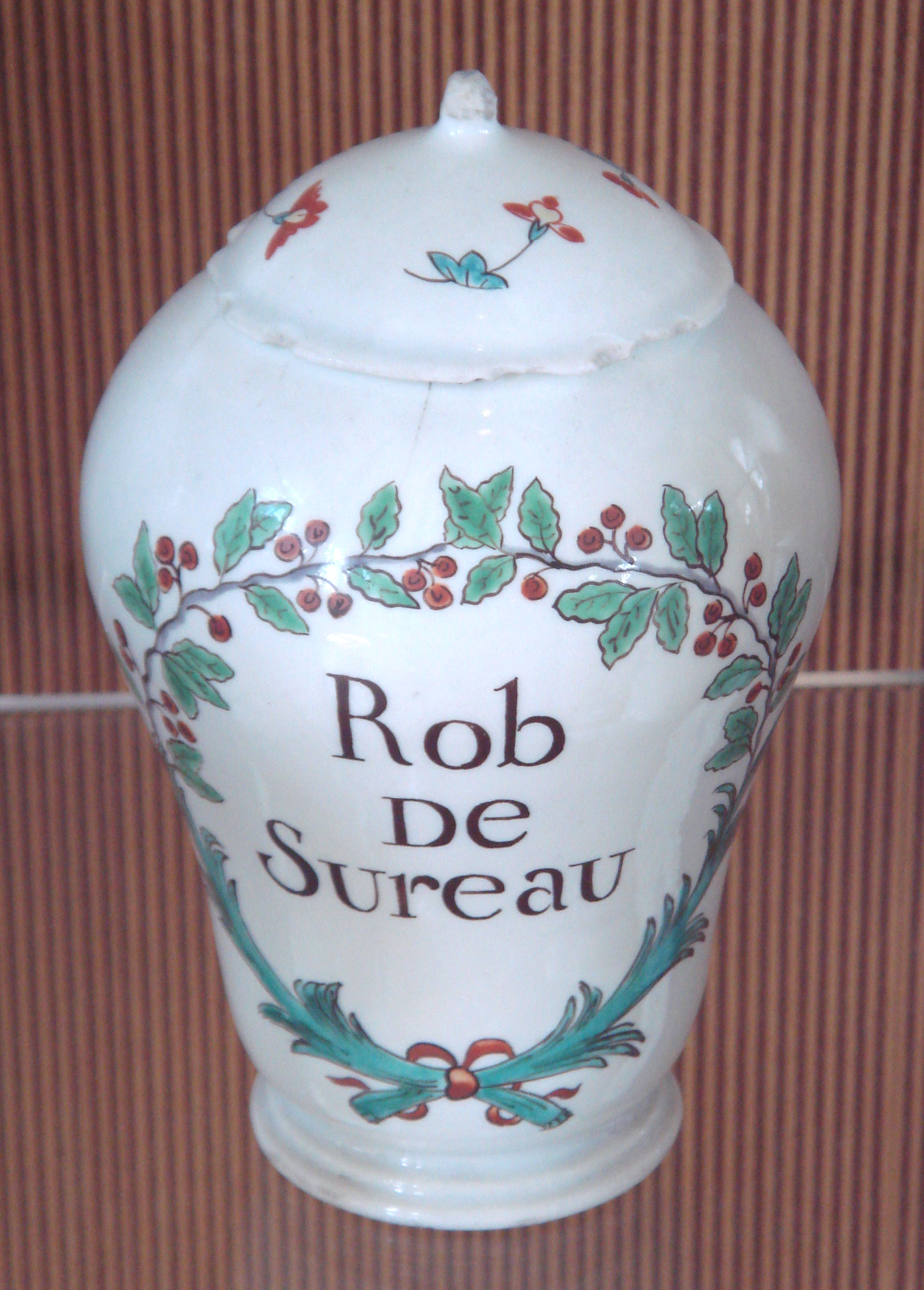
Pot en porcelaine de Chantilly imitant le style Kakiémon destiné à contenir du rob de sureau, vers 1725-1751 (musée national de Céramique, Sèvres).

Les sureaux ont des propriétés médicinales connues depuis l'Antiquité : les hippocratiques les prescrivent pour leurs vertus diurétiques, Dioscoride recommande l'ingestion de ces plantes pour leurs propriétés cholagogues ainsi que pour la fluidification des sécrétions bronchiques. Ils restent en usage tout au long des temps historiques, particulièrement au XVIIe siècle, apogée de la médecine purgative, et çà et là, dans les campagnes, jusqu'à nos jours.
Écorce, feuilles, fleurs et fruits ont des emplois médicinaux distincts, au moins en partie. L'écorce interne des rameaux contient de la résine purgative, du tanin, des traces d'huile essentielle, de l'acide valérianique, des alcaloïdes (conicine, sambucine). Elle est diurétique, laxative, analgésique, sédative et employée pour traiter hydropisies, ascite, anasarque, œdèmes, néphrites, rhumatismes. Les feuilles et les jeunes pousses feuillées, fraîches, ont les mêmes emplois en décoction ; en usage externe, elles sont vulnéraires (après broyage), apaisant les morsures de vipères par friction et d'hyménoptères par une décoction, ou employées en cataplasme contre les entorses, les contusions. Les fleurs, diurétiques et laxatives quand elles sont fraîches, sont très sudorifiques après séchage.

### Pour l'écriture
Les baies peuvent fournir une encre dont la couleur varie du bleu au violet selon sa composition.
Pour faire de l'encre, il faut broyer les baies dans l'eau, puis les laisser macérer pendant une journée afin que les fruits dégorgent.
Pendant la macération, ajouter deux sachets de thé. Le thé est riche en tanin, qui fixe très bien les couleurs.
Filtrer le macérat et le faire réduire en le portant à ébullition. Ajouter de l'alun en poudre et de la gomme arabique finement broyée.
Mélanger et continuer à faire réduire jusqu'à obtention de la concentration appropriée.

### Musique
Le cœur tendre des branches de sureau peut facilement être évidé, ce qui rend cette plante idéale pour la confection d'instruments à vent simples tels que le mirliton, le fifre ou le sifflet.
Mais le sureau peut également servir à fabriquer des flûtes traditionnelles plus complexes; tels que les Fujaras, Koncovkas, Kavals moldaves, Cavals roumains...

## Symbolique

### Protection
L'arbuste à proximité des fermes bretonnes avait une fonction de prophylactique.

### Inspiration littéraire
- Dans la saga Harry Potter, J. K. Rowling invente Les Reliques de la Mort, dont l'une est la Baguette de Sureau, baguette d'une puissance incomparable issue d'une branche de sureau. Le nom original de la baguette, « The elder wand » joue sur le double sens du mot « Elder » en anglais qui signifie à la fois « sureau » et « ancien », « aîné », mais ce sens et le jeu de mots sont perdus à la traduction.
- Dans le manga The Ancient Magus Bride, lorsqu'il explique à Chise quelles essences utiliser pour confectionner une baguette magique, Lindel fait ce commentaire : "Le sureau frappe à la porte de la déesse noire".
- Le sureau noir est parfois nommé « l'arbre à la sorcière »[26]

### Calendrier républicain
Le sureau voyait son nom attribué au 17e jour du mois de prairial dudit calendrier républicain / révolutionnaire français, généralement chaque 5 juin du calendrier grégorien.

## Liste d'espèces
Selon NCBI (29 juil. 2010) :
- Sambucus adnata
- Sambucus africana
- Sambucus australasica
- Sambucus australis
- Sambucus cerulea
- Sambucus callicarpa
- Sambucus canadensis - le sureau du Canada
- Sambucus ebulus - le sureau hièble
- Sambucus gaudichaudiana
- Sambucus javanica
- Sambucus kamtschatica
- Sambucus maderensis
- Sambucus melanocarpa
- Sambucus nigra - le sureau noir
- Sambucus peruviana
- Sambucus pubens
- Sambucus racemosa - le sureau à grappes
- Sambucus sieboldiana
- Sambucus tigranii
- Sambucus wightiana
- Sambucus williamsii

## Galerie

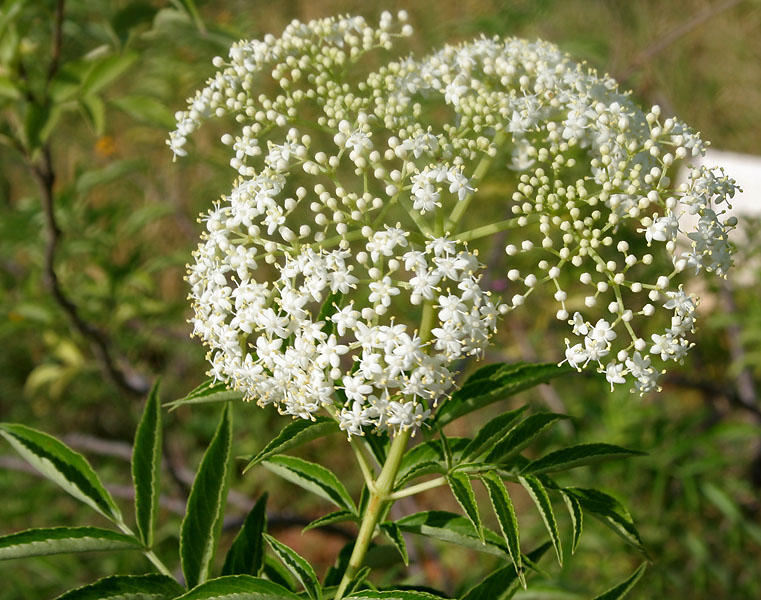
Sambucus canadensis en fleur.
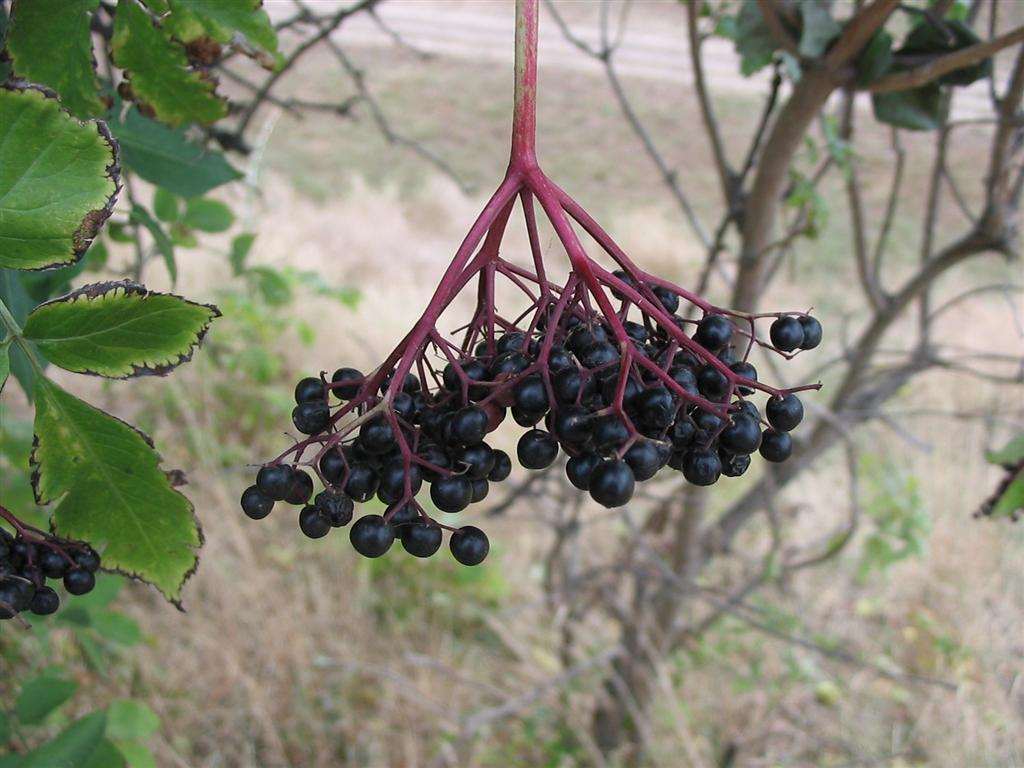
Baies comestibles du sureau noir.
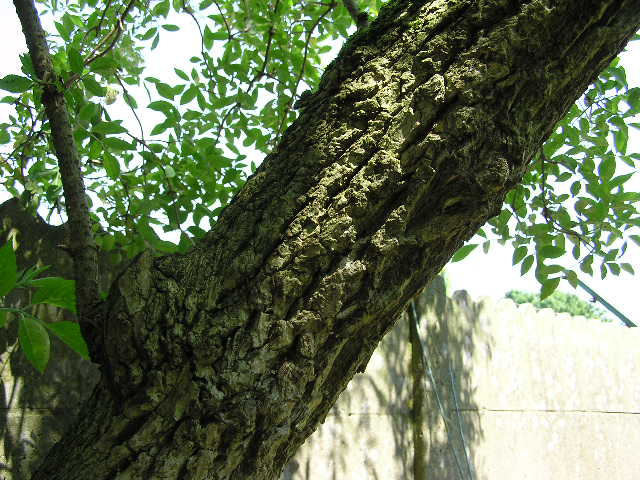
Tronc d'un sureau âgé de 25 ans.
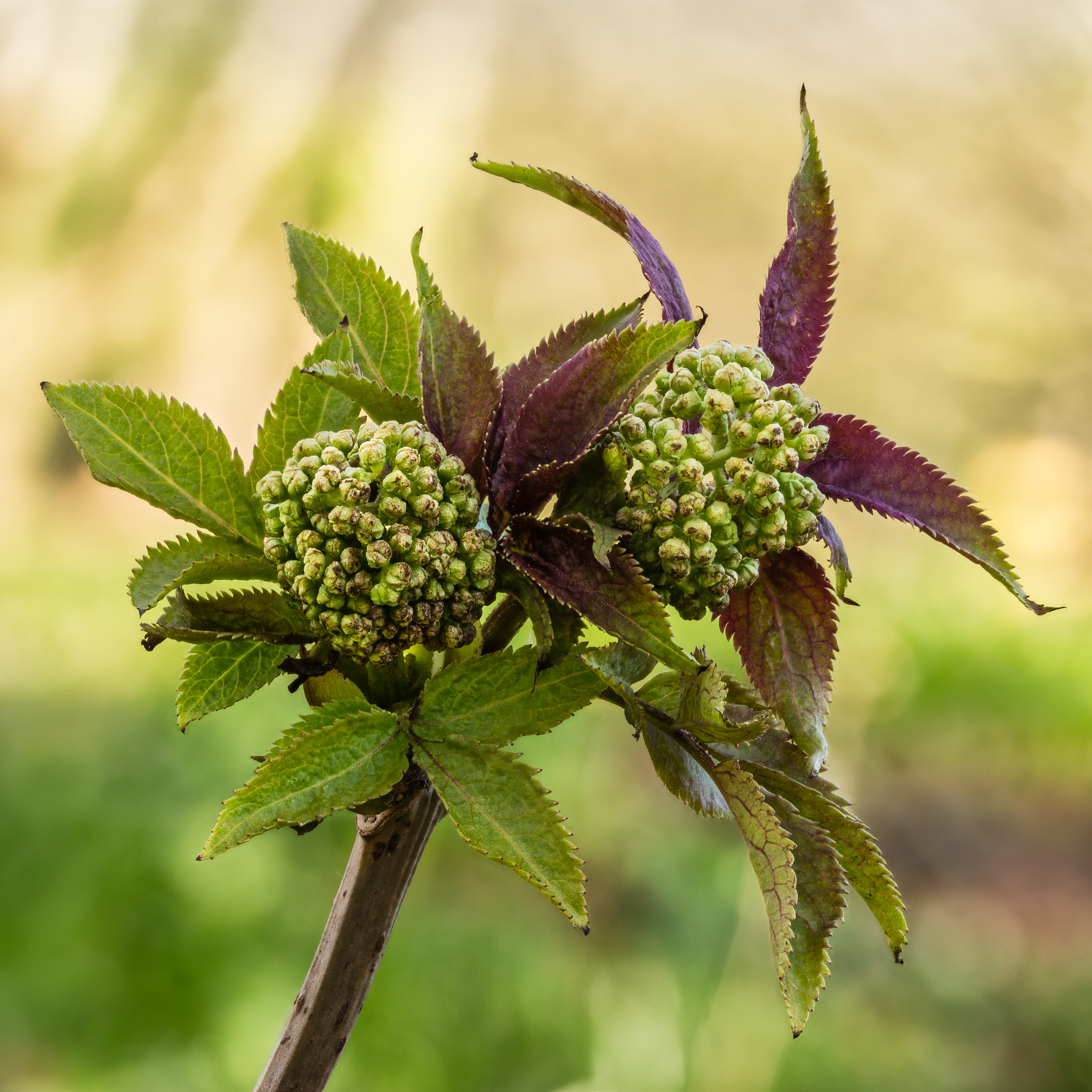
Fleur de sureau, variété Sérénade.